# Nasr (przedsiębiorstwo)
Nasr – dawne egipskie przedsiębiorstwo produkujące samochody, mające swoją siedzibę w stolicy Egiptu Kairze.

## Historia
Przedsiębiorstwo powstało w czerwcu 1960 roku, a w marcu 1961 roku podpisało umowę licencyjną z FIAT-em. W roku 1962 ruszył montaż, a następnie produkcja Fiatów 1100, 1300/1500 i 2300.
W latach 1972–1983 montowano w fabryce Nasr Polskiego Fiata 125p, a w latach 1983–1992 modele FSO Poloneza.
W 1973 roku rozpoczęto produkcję modelu Nasr 128 na licencji FIAT-a, w późniejszym czasie auto to powstawało głównie z udziałem części dostarczanych przez serbskie przedsiębiorstwo Zastava. W 1993 roku rozpoczęto wytwarzanie modelu Sahin na licencji tureckiego Tofaşa. W 1996 roku rozpoczęto montaż Fiata Tempry, który zakończył się w 1999 roku wraz ze wstrzymaniem produkcji tego modelu w Turcji. W latach 80. fabryka ta montowała również modele FIAT-a: Ritmo i Regata.
We wrześniu 2001 roku rozpoczął się montaż, a dwa lata później produkcja samochodu Zastava Yugo Florida. W 2009 roku w wyniku zadłużenia przedsiębiorstwo zaprzestało produkcji samochodów i zostało zamknięte.

## Modele
- Fiat 1100
- Fiat 1300/1500
- Fiat 2300
- Fiat Ritmo
- Fiat Regata
- Fiat Tempra
- FSO Polonez MR'83/MR'86/MR'87/MR'89
- Nasr 128 na licencji Fiata 128
- Nasr Florida 1.4 In
- Polski Fiat 125p
- Sahin 1.4S
- Sahin 1.6SL

## Galeria

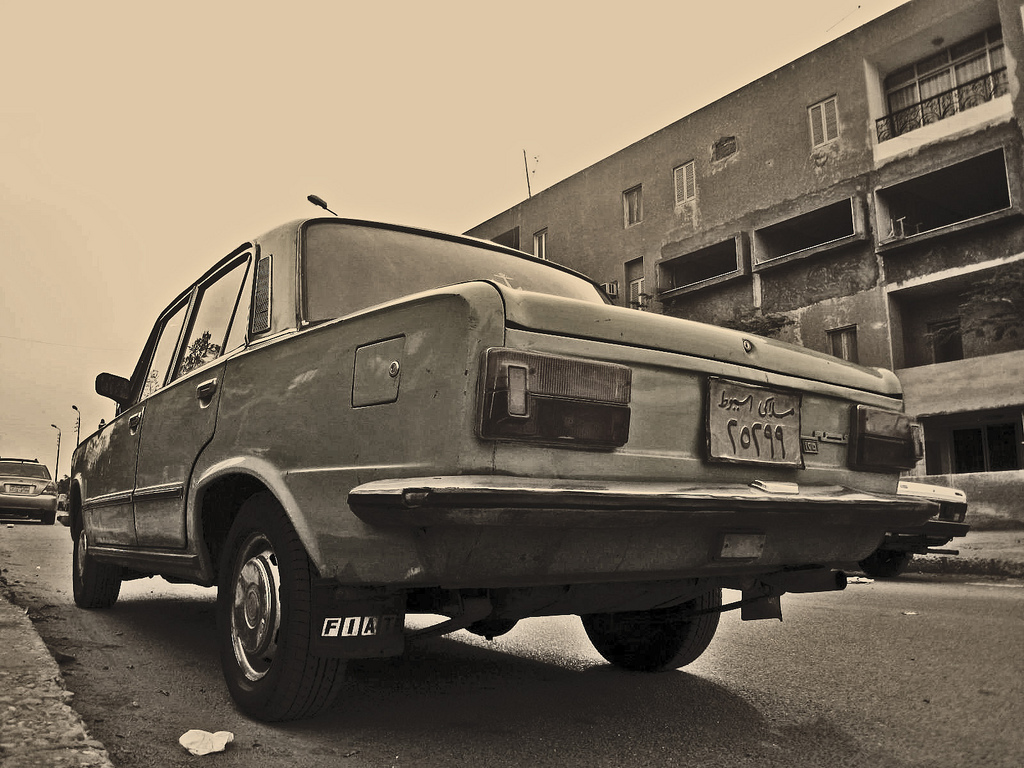
Polski Fiat 125p/Nasr 125 zmontowany przez Nasr
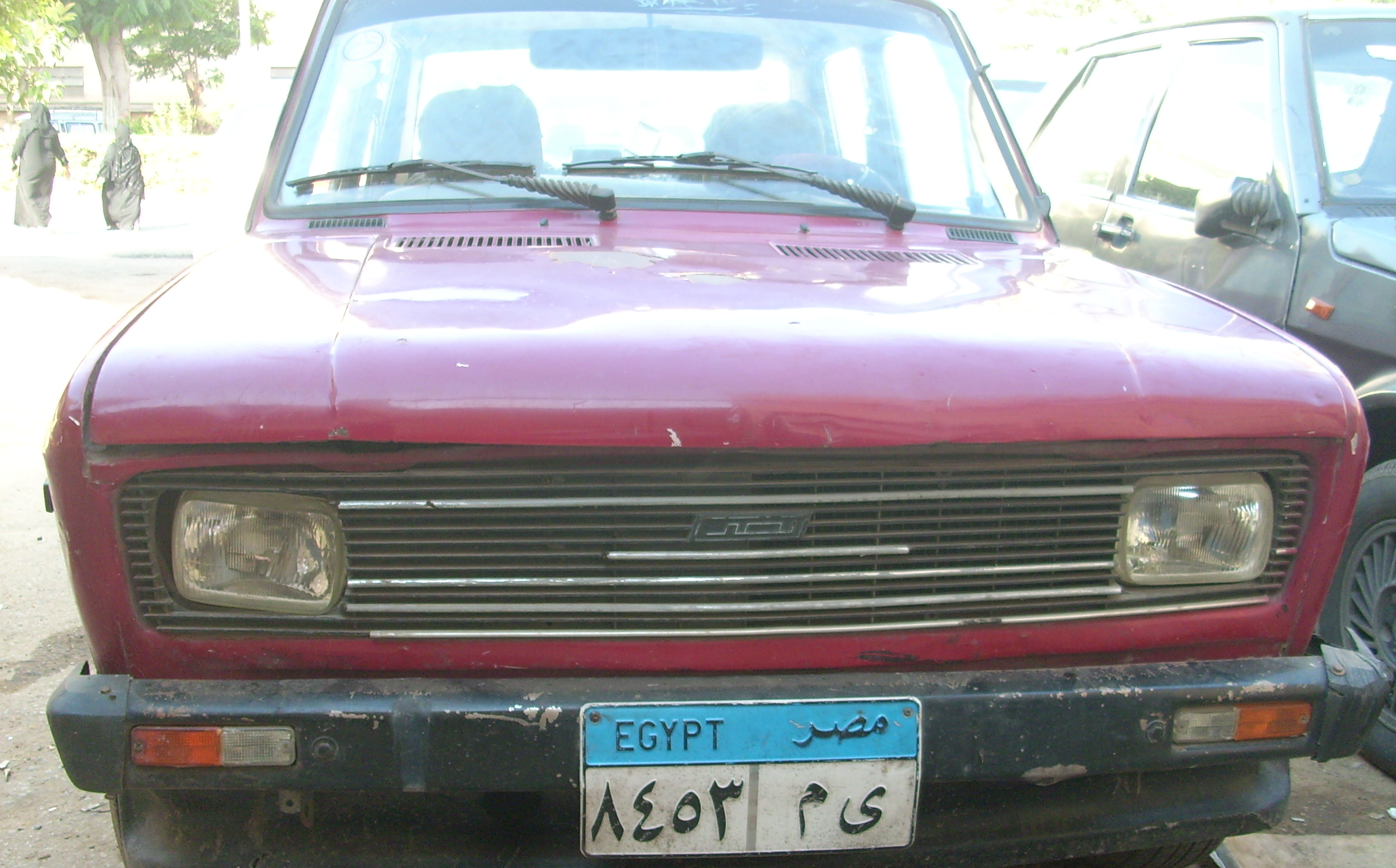
Nasr 128
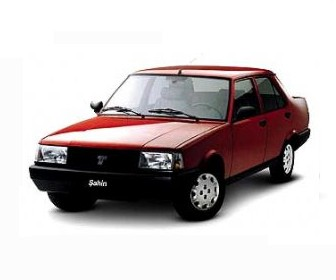
Nasr Sahin
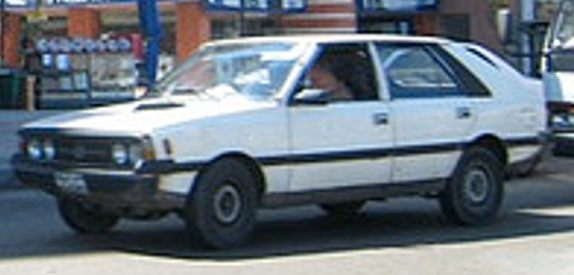
Nasr Polonez MR'83
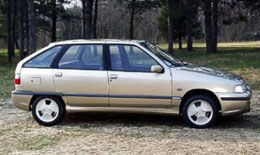
Zastava Florida